# Јосифово
Јосифово (мкд. Јосифово, тур. Kavuskova) је насеље у Северној Македонији, у јужном делу државе. Јосифово је насеље у оквиру општине Валандово.
Јосифово има велики значај за српску заједницу у Северној Македонији, пошто Срби чине мањину у насељу.

## Име
До Балканских ратова, Јосифово је било турско село Кавускова. После ратова, Турци су се иселили у Турску, а на месту села формирано је ново српско колонистичко насеље Карађорђевац. У току Другог светског рата бугарски окупатор је становништво протерао у Србију, а име селу променио у Крумово. После рата, у социјалистичком периоду село добија данашње име по комунистичком народном хероју Јосифу Јосифовском. Уз мањи број српских повратника, већи део села населили су Македонци из околине.

## Географија
Јосифово је смештено у јужном делу Северне Македоније. Од најближег града, Валандова, село је удаљено 10 km западно.
Село Јосифово се налази у историјској области Бојмија. Село је положено у долини Вардара, на приближно 70 метара надморске висине. Околина насеља је на равничарска и плодно пољопривредно подручје, 
Месна клима је измењена континентална са значајним утицајем Егејског мора (жарка лета).

## Становништво
Јосифово је према последњем попису из 2021. године имало 1.651 становник.
Претежна вероисповест месног становништва је православље, а мањинска ислам.
| Национални састав према попису из 2021.‍ | Национални састав према попису из 2021.‍ | Национални састав према попису из 2021.‍ | Национални састав према попису из 2021.‍ | Национални састав према попису из 2021.‍ |
| --------------------------------------- | --------------------------------------- | --------------------------------------- | --------------------------------------- | --------------------------------------- |
|                                         |                                         |                                         |                                         |                                         |
| Македонци                               | Македонци                               |                                         | 1.116                                   | 67,6%                                   |
| Турци                                   | Турци                                   |                                         | 376                                     | 22,8%                                   |
| Срби                                    | Срби                                    |                                         | 97                                      | 5,9%                                    |